# ナンベイオオバン
ナンベイオオバン(南米大鷭、学名：Fulica armillata) は、ツル目クイナ科に分類される鳥類の一種である。

## 分布
ブラジル南東部、ウルグアイ、パラグアイ、アルゼンチン、チリ南部に分布する。迷鳥としてボリビア、フォークランド諸島でも観察記録がある。

## 形態
体長約45cm。全身が暗い灰色である、額にはくちばしが延長したような「額板」がある。額板と嘴は黄色である。

## 生態
淡水の湖沼に生息する。
水生植物や昆虫類、魚類などを食べる。
乾燥したアシ原に営巣し、1腹2-7個の卵を産む。
ズグロガモの托卵先になることがある。